# Sigitas Kučinskas
Sigitas Kučinskas –en ruso, Сигитас Кучинскас– (Viduklė, URSS, 11 de marzo de 1963) es un deportista lituano que compitió para la URSS en remo.
Ganó tres medallas en el Campeonato Mundial de Remo entre los años 1985 y 1990.

## Palmarés internacional
| Campeonato Mundial | Campeonato Mundial     | Campeonato Mundial | Campeonato Mundial |
| Año                | Lugar                  | Medalla            | Prueba             |
| ------------------ | ---------------------- | ------------------ | ------------------ |
| 1985               | Malinas (Bélgica)      | Medalla de oro     | Cuatro con timonel |
| 1987               | Copenhague (Dinamarca) | Medalla de plata   | Cuatro sin timonel |
| 1990               | Tasmania (Australia)   | Medalla de bronce  | Cuatro con timonel |